# Norbert Schramm
Norbert Schramm (Norimberga, 7 aprile 1960) è un ex pattinatore artistico su ghiaccio tedesco, specializzato nel singolo.

## Palmarès
| Internazionali                       | Internazionali | Internazionali | Internazionali | Internazionali | Internazionali | Internazionali | Internazionali | Internazionali | Internazionali |
| Evento                               | 1975–76        | 1976–77        | 1977–78        | 1978–79        | 1979–80        | 1980–81        | 1981–82        | 1982–83        | 1983–84        |
| ------------------------------------ | -------------- | -------------- | -------------- | -------------- | -------------- | -------------- | -------------- | -------------- | -------------- |
| Giochi olimpici invernali            |                |                |                |                |                |                |                |                | 9°             |
| Campionati mondiali                  |                |                |                | 16°            |                | 7°             | 2°             | 2°             | R              |
| Campionati europei                   |                |                |                | 11°            |                | 3°             | 1°             | 1°             | 3°             |
| Skate Canada                         |                |                |                |                |                |                | 1°             |                |                |
| NHK Trophy                           |                |                |                |                |                |                | 2°             |                |                |
| Prague Skate                         |                |                | 5°             |                |                |                |                |                |                |
| St. Ivel International               |                |                |                |                |                |                |                | 2°             |                |
| St. Gervais International            |                |                |                |                |                | 2°             |                |                |                |
| Internazionali: Junior               |                |                |                |                |                |                |                |                |                |
| Campionati mondiali                  | 4°             |                |                |                |                |                |                |                |                |
| Nazionali                            |                |                |                |                |                |                |                |                |                |
| Campionati della Germania dell'Ovest |                | 6°             | 5°             | 1°             | 2°             | 1°             | 3°             | 2°             | 1°             |
| R = Ritirato                         |                |                |                |                |                |                |                |                |                |